# النظام القانوني في الكويت
النظام القانوني في الكويت هو النظام القانوني العامل في الكويت، تتبع الكويت نظام القانون المدني على طريقة النظام القانوني الفرنسي. وقانون الشريعة يحكم فقط قانون الأسرة للمقيمين المسلمين، أما غير المسلمين في الكويت فلديهم قانون الأسرة العلماني. لتطبيق قانون الأسرة، هناك ثلاثة أقسام منفصلة للمحكمة: السنة والشيعة وغير المسلمين.
نظام المحاكم في الكويت علماني. على عكس دول الخليج الأخرى، لا يوجد في الكويت محاكم شرعية. تدير أقسام نظام المحاكم المدنية قانون الأسرة. الكويت لديها القانون التجاري الأكثر علمانية في منطقة الخليج العربي.
في عام 2017، ألقي القبض على نجم في منصة انستغرام السعودي المدعو بالملك لوكسي في الكويت بحجة أنه كان يبدو أنثويًا للغاية. أمضى أسبوعين في الحجز قبل إطلاق سراحه.

## الولاية
الكويت دولة دستورية ذات حكومة برلمانية. حوالي 85 ٪ من سكان الكويت (2.8 مليون في عام 2013) هم من المسلمين.
وفقا للأمم المتحدة، فإن النظام القانوني الكويتي هو مزيج من القانون العام البريطاني والقانون المدني الفرنسي والقانون المدني المصري والقانون الإسلامي.

## الدستور والقضاة
ما يقرب من نصف القضاة الكويتيين من غير المواطنين - معظمهم من المصريين. القضاة غير المواطنين لديهم عقود من سنة إلى ثلاث سنوات. دستور الكويت يجعل الإسلام دين الدولة الرسمي. يحظر قانون المطبوعات والنشر لعام 1961 نشر أي مادة تحرض الأشخاص على ارتكاب جرائم أو تثير الكراهية أو تنشر الشقاق.